# سیارک ۳۲۵۵
سیارک ۳۲۵۵ (به انگلیسی: 3255 Tholen، نامگذاری:1980RA) سه هزار و دویست و پنجاه و پنجمین سیارک کشف شده‌است که در ۲ سپتامبر ۱۹۸۰ کشف شد.
قدر مطلق سیارک برابر ۱۳٫۶۰ است.